# Hyacinthe Lefeuvre-Méaulle
 (mars 2015).
Si vous disposez d'ouvrages ou d'articles de référence ou si vous connaissez des sites web de qualité traitant du thème abordé ici, merci de compléter l'article en donnant les références utiles à sa vérifiabilité et en les liant à la section « Notes et références ».
Hyacinthe-Aristide Lefeuvre-Méaulle (Rennes, 2 septembre 1863 - Genève, 24 juin 1958) est un diplomate français.

## Biographie

### Jeunesse et études
Hyacinthe Aristide Lefeuvre-Méaulle né le 2 septembre 1863 à Belleville en Saint-Hélier, quartier de Rennes (Ille-et-Vilaine). Il est le fils de Florent Jean Marie Charles Lefeuvre, notaire à Rennes, et de Léonide Marie Josèphe Méaulle dont le père Hyacinthe-Charles Méaulle était avocat à Rennes.
Il effectue des études de droit et obtient une licence de droit. Il fréquente l'École libre des sciences politiques.
Il se marie en premières noces avec Florence Woolley, fille de Herbert Lenton Woolley, au couvent de Norwood à Londres après obtention d'une dispense pour différence de religion approuvée par le ministre des affaires étrangères mais Florence meurt le 4 juin 1916 et est inhumée au cimetière de Samois-sur-Seine. Il épouse alors en secondes noces avec Pauline Marie Caroline Tuckerman, fille de Ernest Tuckerman et de Antonie Julie Pauline Petrowski, veuve d'Alfred Durand, née à Prague le 28 décembre 1870 (déclaration sous serment faite par elle à Paris le 21 janvier 1896). Son mariage est célébré à Samois-sur-Seine le 25 juillet 1919. À ce moment-là il est consul général de France, officier de la Légion d'Honneur et demeure 13 rue de la Trémoïlle à Paris. 

### Parcours professionnel
Sous-lieutenant de réserve d'artillerie, entré au ministère des Affaires Étrangères le 27 décembre 1884, il passe vingt ans de services à l'étranger dont six hors d'Europe. 
Attaché à la Direction Politique (27 décembre 1887), au consulat de France à Kobé (Japon) (25 mars 1889), à l'ambassade de France à Saint-Pétersbourg (13 octobre 1890) et au consulat de France à Chicago (24 juillet 1892), il est nommé Chancelier de 2e classe le 1er mai 1893.
Attaché au cabinet du Ministre (1er juin 1894), Vice-consul de France à Bangkok (18 septembre 1895) puis à Novorossiisk dans le Caucase (5 novembre 1897), il devient rédacteur au cabinet du Ministre le 3 mars 1901.
Consul de 2e classe au 1er avril 1901, il est fait Chevalier du mérite agricole le 2 août 1901 et Chevalier de la Légion d’Honneur, le 4 juin 1902. Il est ensuite nommé consul de France à Dublin (11 avril 1905) puis consul de France de 1re classe le 6 février 1906.
Attaché commercial de France pour les Pays du Levant (en Orient) le 11 janvier 1909, Consul de première classe depuis le 6 février 1910, il devient Officier de la Légion d’Honneur le 15 mai 1910 et termine sa carrière comme Ministre plénipotentiaire à Santiago du Chili de 1920 à 1924.
Il meurt à Genève le 24 juin 1958 et est inhumé à Samois-sur-Seine (Seine-et-Marne) dans l’ancien cimetière (carré Q – emplacements 20 et 20 bis).

## Publications
- La Grèce, économique et financière en 1915[2],[3]
- Laca Roumanicte[4]
- Du chaos à la lumière ; essai sur l'Inde ancienne et moderne, préface de Paul Doumer